# Petrišina jama
Petrišina jama este o arie protejată (arie specială de conservare — SAC, sit de importanță comunitară — SCI) din Slovenia întinsă pe o suprafață de 135,07 ha, integral pe uscat.

## Localizare
Centrul sitului Petrišina jama este situat la coordonatele 45°29′07″N 15°18′28″E / 45.4852°N 15.3078°E.

## Înființare
Situl Petrišina jama a fost declarat sit de importanță comunitară în aprilie 2004 pentru a proteja 1 specie de animale. Situl a fost protejat și ca arie specială de conservare în februarie 2012.

## Biodiversitate
Situată în ecoregiunea continentală, aria protejată nu include niciun habitat protejat.
La baza desemnării sitului se află o specie protejată de  mamifere: liliacul mediteranean cu potcoavă (Rhinolophus euryale).